# Liste der Baudenkmale in Rodewald
In der Liste der Baudenkmale in Rodewald sind alle Baudenkmale der niedersächsischen Gemeinde Rodewald aufgelistet. Die Quelle der  Baudenkmale ist der Denkmalatlas Niedersachsen. Der Stand der Liste ist der 6. Februar 2021.

## Allgemein
In den Spalten befinden sich folgende Informationen:
- Lage: die Adresse des Baudenkmales und die geographischen Koordinaten. Kartenansicht, um Koordinaten zu setzen. In der Kartenansicht sind Baudenkmale ohne Koordinaten mit einem roten Marker dargestellt und können in der Karte gesetzt werden. Baudenkmale ohne Bild sind mit einem blauen Marker gekennzeichnet, Baudenkmale mit Bild mit einem grünen Marker.
- Bezeichnung: Bezeichnung des Baudenkmales
- Beschreibung: die Beschreibung des Baudenkmales. Unter § 3 Abs. 2 NDSchG werden Einzeldenkmale und unter § 3 Abs. 3 NDSchG Gruppen baulicher Anlagen und deren Bestandteile ausgewiesen.
- ID: die Objekt-ID des Baudenkmales
- Bild: ein Bild des Baudenkmales, ggf. zusätzlich mit einem Link zu weiteren Fotos des Baudenkmals im Medienarchiv Wikimedia Commons. Wenn man auf das Kamerasymbol klickt, können Fotos zu Baudenkmalen aus dieser Liste hochgeladen werden:

### Gruppen baulicher Anlagen

#### Gruppe: Hofanlage Dorfstraße 72
Die Gruppe Hofanlage Dorfstraße 72 hat die ID im Denkmalatlas 31036571.
| Lage                                      | Bezeichnung              | Beschreibung | ID       | Bild |
| ----------------------------------------- | ------------------------ | --- | -------- | ---- |
| Dorfstraße 72 52° 40′ 32″ N, 9° 28′ 44″ O | Wohn-/Wirtschaftsgebäude | Auf das Jahr 1794 datierter Zweiständer mit Ziegelfachwerk, das anfangs ursprünglich Lehmstakung war.                                                 | 31063467 |      |
| Dorfstraße 72 52° 40′ 33″ N, 9° 28′ 47″ O | Altenteil                | Anfang des 19. Jahrhunderts mit Ziegelfachwerk errichteter Bau.                                                                                       | 31063489 | BW   |
| Dorfstraße 72 52° 40′ 32″ N, 9° 28′ 43″ O | Scheune                  | 1869 mit Ziegelfachwerk und Halbwalmdach errichtete Scheune mit drei Durchfahrten. Daneben mächtige Hofeiche (ca. 200 Jahre und älter) an der Straße. | 31063511 |      |

#### Gruppe: Kirche Hauptstraße
Die Gruppe Kirche Hauptstraße trägt im Denkmalatlas die ID 31036584.

| Lage                                    | Bezeichnung    | Beschreibung                                                                              | ID       | Bild |
| --------------------------------------- | -------------- | ----------------------------------------------------------------------------------------- | -------- | ---- |
| Hauptstraße 52° 39′ 22″ N, 9° 29′ 6″ O  | St. Aegidien   | Kirche aus dem 13. Jahrhundert, teilweise durch Erweiterungen und Renovierungen überprägt | 31063533 |      |
| Hauptstraße 52° 39′ 23″ N, 9° 29′ 11″ O | Friedhof       | größere Anlage mit Grabsteinen aus dem 17. und 18. Jahrhundert                            | 31063555 |      |
| Hauptstraße 52° 39′ 22″ N, 9° 29′ 5″ O  | Kriegerdenkmal | Den Toten der Kriege zu Gedenken 1860; 1870-1871; 1914-1918; 1939-1945                    | 31063577 |      |

#### Gruppe: Hofanlage Hauptstraße 122
Die Hofanlage Hauptstraße 122 besteht aus drei baulichen Anlagen, die einen einheitlichen Gebäudekomplex bilden. Sie ist daher derzeit nicht als Gruppe baulicher Anlagen, sondern als Einzeldenkmal (Querdielenhaus) mit weiteren Teilen (Scheune und Stallanbau) ausgewiesen.

| Lage                                        | Bezeichnung                               | Beschreibung | ID       | Bild |
| ------------------------------------------- | ----------------------------------------- | --- | -------- | ---- |
| Hauptstraße 122 52° 38′ 41″ N, 9° 29′ 38″ O | Wohn-/Wirtschaftsgebäude (Querdielenhaus) | Ende des 19. Jahrhunderts erbauter, einstöckiger Fachwerkbau als mittiges Zwerchhaus mit Ziegelausfachung unter Halbwalmdach in S-Pfannendeckung | 31063712 |      |
| Hauptstraße 122 52° 38′ 41″ N, 9° 29′ 37″ O | Stallanbau                                | rückwärtig zum Querdielenhaus errichteter Anbau                                                                                                  | 31063853 | BW   |
| Hauptstraße 122 52° 38′ 41″ N, 9° 29′ 36″ O | Scheune                                   | später zum Querdielenhaus später errichtete Scheune                                                                                              | 31063874 | BW   |

### Einzelbaudenkmale
| Lage                                                            | Bezeichnung              | Beschreibung | ID       | Bild           |
| --------------------------------------------------------------- | ------------------------ | --- | -------- | -------------- |
| Dorfstraße 3 52° 39′ 48″ N, 9° 28′ 59″ O                        | Wohnhaus                 | Fachwerkhaus, heute Museum, wohl 1877 errichtet | 31063431 |                |
| Hauptstraße 67 52° 39′ 17″ N, 9° 29′ 11″ O                      | Apotheke                 | Eingeschossiger traufständiger Ziegelfachwerkbau mit hell geputzten Gefachen unter Krüppelwalmdach. Teile der historischen Ausstattung finden sich im Heimatmuseum Rodewald (Dorfstraße 3).      | 31063696 |                |
| Landesstraße 192 (Kilometer 11,713) 52° 42′ 56″ N, 9° 25′ 28″ O | Brücke über die Alpe     | Stahlbetonplatte mit als Träger ausgebildeten Stahlbetonbrüstungen (Trogbrücke) mit hohen Postamenten von 1935.                                                                                  | 31063780 | BW             |
| Zur Mühle 6 52° 41′ 44″ N, 9° 29′ 43″ O                         | Paltrockmühle            | Auf einer künstlichen Anhöhe in der zweiten Hälfte des 19. Jahrhunderts errichtete Mühle. Das Windwerk fehlt.                                                                                    | 31063801 | Weitere Bilder |
| Dorfstraße 52° 40′ 56″ N, 9° 28′ 50″ O                          | St. Johannis             | Vermutlich im 15. Jahrhundert errichtete Kapelle mit Wetterfahne, die 1752 datiert und 1982 renoviert wurde, mit Ziegelmauerwerk und mit gestaffelten, spitzbogigen Blendnischen in den Giebeln. | 31063410 |                |
| Hauptstraße 6 52° 39′ 43″ N, 9° 28′ 58″ O                       | Torscheune               | Um 1802 errichtete Scheune mit drei Durchfahrten, Ziegelfachwerk und Satteldach. | 31063597 | BW             |
| Hauptstraße 21a 52° 39′ 36″ N, 9° 28′ 56″ O                     | Wohn-/Wirtschaftsgebäude | In der zweiten Hälfte des 18. Jahrhunderts mit Ziegelfachwerk, teilweise Lehmstakung, mit Vorschauer und mit Halbwalmdach errichtetes Gebäude.                                                   | 31063639 | BW             |
| Hauptstraße 20 52° 39′ 30″ N, 9° 28′ 56″ O                      | Wohn-/Wirtschaftsgebäude | 1707 errichtetes Gebäude, massiv Ziegel mit Putzornamenten. Der Wohnteil ist in Ziegelfachwerk gehalten.                                                                                         | 31063619 | BW             |
| Dorfstraße 8a 52° 39′ 52″ N, 9° 29′ 1″ O                        | Wohn-/Wirtschaftsgebäude | In der ersten Hälfte des 19. Jahrhunderts erbautes Gebäude mit Ziegelfachwerk teilweise noch Lehmstakung.                                                                                        | 31063446 | BW             |
| Krummende 13 52° 38′ 15″ N, 9° 29′ 57″ O                        | ehemalige Schule         | ursprünglich um 1825 errichtetes Wohn-/Wirtschaftsgebäude mit Queranbau und Ziegelfachwerk | 31063759 | BW             |
| Krummende 11 52° 38′ 14″ N, 9° 29′ 59″ O                        | Wohn-/Wirtschaftsgebäude | um 1824 errichteter Vierständerbau in Ziegelfachwerk | 31063737 | BW             |
| Hauptstraße 38 52° 39′ 22″ N, 9° 29′ 3″ O                       | Pfarrhaus                | um 1830 errichteter Fachwerkbau | 31063660 |                |

### Ehemalige Baudenkmale
| Lage                                      | Bezeichnung    | Beschreibung | ID       | Bild |
| ----------------------------------------- | -------------- | --- | -------- | ---- |
| Hauptstraße 54 52° 39′ 17″ N, 9° 29′ 9″ O | Backhaus       | Das Backhaus wurde 1991 nach erneuter Überprüfung nicht als Denkmal bewertet und später abgerissen.                                           | 31063681 | BW   |
| Zingeldamm 52° 41′ 37″ N, 9° 28′ 50″ O    | Kriegerdenkmal | Das 1989 zu einer unförmigen Pyramide neu aufgemauerte Kriegerdenkmal in einer parkähnlichen Grünanlage wurde 2023 als Nichtdenkmal bewertet. | 51594264 |      |